# 萬世流芳
《萬世流芳》是一部在1943年上映的中國電影。本片由滿洲映畫協會和中華電影聯合股份有限公司共同製作。電影故事發生在鴉片戰爭時期，因此引發不同解讀。對日方來說，這部電影宣傳了反西方主張。但對中方來說，這部電影則表達了對抗外敵，也就是當時侵略中國的日本的思想。萬世流芳在上映後創下當時中國影史最多觀眾的紀錄。但在抗日戰爭之後，這部電影被視為日本宣傳工具，大多數主創被迫搬到香港。

## 外部連結
- 互联网电影数据库（IMDb）上《Eternity》的资料（英文）